# 돛자리
돛자리(영어: Vela 빌라[*], /ˈviːlə/)는 남쪽 하늘에 있는 별자리로 돛자리 초은하단을 가지고 있다. 별자리의 로마자 이름은 배의 돛을 가리키는 라틴어로, 원래는 아주 큰 아르고자리의 일부였으나 나중에 용골자리와 고물자리로 분리되었다. 겉보기 등급이 가장 높은 별은 +1.8등성인 청색 다중성 돛자리 감마로, 감마성을 이루는 다중성 중 하나는 하늘에서 제일 밝은 볼프–레이에별이다. 돛자리 델타와 돛자리 카파는 용골자리 엡실론과 용골자리 이오타와 함께 남십자자리로 오인되는 성군인 가짜 십자(False Cross)를 이룬다. 또한 1.95등성인 돛자리 델타는 사실 삼중성 혹은 오중성에 해당한다.
돛자리는 최북단 완전 관측 가능 위도가 약 30도로 대한민국에서는 남해안 아래 지역에서 일정한 달에서만 북쪽 일부를 관측할 수 있다.

## 역사
아르고자리는 2세기 경의 천문학자인 클라우디오스 프톨레마이오스가 목록화한 48개 고전 별자리 중 하나로, '아르고'라는 이름은 그리스 신화의 황금 양모 설화에서 이아손과 아르고나우타이가 타고 다닌 배의 이름에서 따 왔다. 독일의 지도 제작자인 요한 바이어는 1603년 우라노메트리아에서 아르고자리를 그리고 바이어 명명법에 따라 알파성부터 오메가성까지 별에 이름을 붙였다. 하지만 북반구에서는 아르고자리가 완전하게 보이지 않기 때문에 바이어의 별자리 지도는 부정확했다.
아르고자리는 1752년 프랑스의 천문학자 니콜라 루이 드 라카유가 더욱 정밀하게 도표화하고 세밀화하여 카리나(배의 용골), 벨라(배의 돛), 푸피스(배의 고물갑판)가 나눠지고 처음으로 등장했다. 별자리는 분할되었지만 라카유는 아르고자리의 바이어 명칭을 그대로 유지했다. 따라서 용골자리에는 아르고자리의 알파, 베타, 엡실론을, 돛자리에서는 가장 밝은 별이 감마와 델타이고 고물자리에는 가장 밝은 별이 제타가 되었다.

## 특성

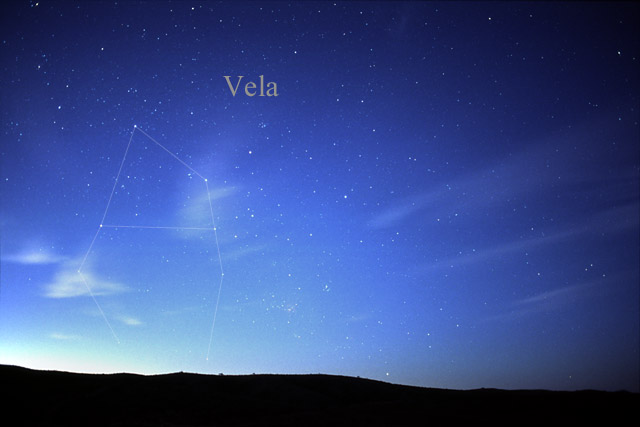
육안으로 관측할 수 있는 돛자리의 모습.

돛자리는 북쪽에서는 공기펌프자리와 나침반자리를, 서북쪽에는 고물자리와, 남쪽과 서남쪽에서는 용골자리와, 동쪽에서는 센타우루스자리와 경계를 맞닿고 있다. 면적은 500 평방도로 현대 88개 별자리 중 32번째 별자리에 해당한다. 1922년 국제천문연맹(IAU)에서 채택한 돛자리의 3자리 영문 약칭은 'Vel'이다.
1930년 외젠 조제프 델포르트가 설정한 공식적인 별자리 경계는 14개 점으로 이뤄진 다각형이다. 적도좌표계에서 돛자리의 경계 적경은 08h 13.3m에서 11h 05.5m이며, 적위는 −37.16°에서 −57.17°이다.

## 천체

### 항성
돛자리에서 가장 밝은 별인 돛자리 감마는 복잡한 다중성계이다. 감마에서도 가장 밝은 항성으로 알려진 돛자리 감마2는 겉보기 등급 1.83의 청백색 항성이다. 감마는 78.5일을 주기로 공전하는 두 개의 매우 뜨거운 청색 항성이 0.8-1.6 AU 간격으로 서로 공전하는 분광학적 쌍성으로 이루어져 있다. 두 항성 중 더 밝은 항성은 스펙트럼 유형 O7.5의 뜨거운 청색 주계열성이며 광도는 태양의 약 28만배, 질량은 약 30배, 직경은 약 17배이며 표면 온도는 35,000 K이다. 쌍성의 또 다른 별은 볼프–레이에별으로 알려진 희귀한 스펙트럼을 가진 매우 뜨거운 별이며 하늘에서도 가장 밝은 별 중 하나이다. 표면 온도는 57,000 K이며 태양보다 약 17만배나 더 밝지만 대부분의 에너지를 자외선 대역으로 방출해 눈으로는 밝기가 그 정도로 보이진 않는다. 감마1은 스펙트럼 유형 B2III의 청백색 항성이며 겉보기 등급은 4.3등급이다. 두 쌍성은 하늘에서 약 43각초 떨어져 있어 쌍안경으로 쉽게 분리해서 볼 수 있다. 시차 측정 결과 두 항성의 거리는 약 1,116 광년이며 이는 두 천체가 약 12,000 AU 떨어져 있다는 의미이다. 감마2에서 남남동쪽으로 약 62각초 및 93각초 떨어진 곳에는 겉보기 등급 7.3의 돛자리 감마 C와 겉보기 등급 9.4의 돛자리 감마 D가 있다.

이중성계 IRAS 08544−4431 주위에 있는 먼지고리의 모습.

그 다음으로 밝은 별은 돛자리 델타(알세피나)로, 역시 다중성계이며 하늘에서 가장 밝은 식쌍성 중 하나이다. 돛자리 델타는 돛자리 카파(마르켑), 용골자리 엡실론(에비오르), 용골자리 이오타(애스피디스케)와 함께 다이아몬드 모양의 성군인 가짜 십자를 이루고 있는데, 때때로 항해사들이 남십자자리와 혼동해 버려 천문항법에 큰 오류를 일으켜 잘못된 길로 항해하게 만들기도 한다. 겉보기 등급 1.95의 백색별인 돛자리 델타는 실제로는 태양계에서 약 80광년 떨어진 곳에 있는 삼중성계 혹은 오중성계이다. 델타 A은 겉보기 등급 1.99이며 45.2일마다 서로 궤도를 돌며 0.5 AU 거리를 두고 있는 2개의 A형 백색성(델타 Aa와 Ab)으로 구성된 식쌍성이며 더 어두운 별이 밝은 별 앞으로 와서 가릴 때 겉보기 등급이 약 0.4 감소한다. 델타 B는 태양과 비슷한 크기의 겉보기 등급 5.1등급의 노랑색 G형 항성으로 더 밝은 쌍성과 26-72 AU 정도의 거리가 떨어져 있으며 공전하는 데 142년이 걸린다. 그보다 더 멀리 약 1,700 AU 떨어진 곳에서는 겉보기 등급 11과 13의 적색왜성 2개가 있다. 이 두 항성도 다중계를 구성하는 항성일 경우 공전하는 데 약 28,000년이 걸린다. 마르켑이라고도 불리는 돛자리 카파는 스펙트럼 유형 B2IV-V, 겉보기 등급 2.47의 청백색 별처럼 보이지만 실제로는 분광학적으로 쌍성이다. 두 항성은 116.65일을 주기로 서로를 향해 공전하고 있지만 두 쌍성의 크기, 질량, 성질 등은 아직 명확하지 않다.

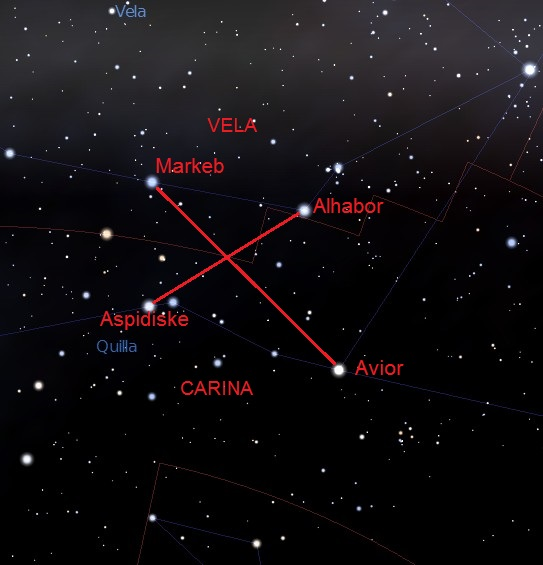
관측상으로 보이는 가짜 십자의 모습.

돛자리 람다(수하일)는 주황색 항성으로 돛자리에서 세 번째로 밝은 별이다. 스펙트럼 유형  K4Ib-II의 초거성으로 겉보기 등급은 2.14에서 2.3등급 사이이며 태양에서 545광년 떨어져 있다. 광도는 태양의 약 11,000배, 질량은 9-12배이며 직경은 207배이다.
돛자리 AH는 돛자리 감마에서 동북쪽으로 1각초 정도 떨어진 세페이드 변광성이다. 스펙트럼 유형 F7Ib-II의 황백색 초거성으로 4.2일을 주기로 겉보기 등급이 5.5에서 5.89등급으로 진동한다. 또한 감마와 가까이 있는 또 다른 변광성인 돛자리 V는 4.4일을 주기로 겉보기 등급이 7.2에서 7.9등급으로 진동하는 스펙트럼 유형 F6-F9II의 세페이드 변광성이다. 돛자리 AI은 감마에서 북북동쪽으로 2.8각초 떨어진 곳에 있으며 약 2.7시간을 주기로 겉보기 등급이 6.15에서 6.76등급으로 진동하는 스펙트럼 유형 A2p-F2pIV/V의 방패자리 델타형 변광성이다.
IRAS 08544−4431(돛자리 V390)은 먼지가 매우 많은 원반에 둘러싸인 것으로 밝혀진 늙은 별이다. 황소자리 RV형 변광성으로 스펙트럼 유형은 F3e이며 거의 95일을 주기로 겉보기 등급 9.01에서 9.27 사이를 진동한다.
돛자리 오미크론은 태양계에서 약 495광년 떨어진 스펙트럼 유형 B3III-IV의 청백색 준거성이다. 천천히 맥동하는 B 유형 항성인 오미크론은 2.8일을 주기로 겉보기 등급 3.57에서 3.63등급을 진동한다. 이 별은 약 500광년 떨어진 산개성단인 IC 2391(돛자리 오미크론 성단)에서 가장 밝은 별이며, 이 성단도 오미크론 항성의 이름을 따서 붙어졌다.
돛자리에 있는 7개 항성에는 외계 행성이 있는 것으로 밝혀졌다. HD 75289는 스펙트럼 유형 G0V의 태양과 거의 비슷한 항성인데 0.0482 AU 거리에서 궤도를 3.51을 주기로 공전하는 뜨거운 목성형 행성이 있다. WASP-19는 815광년 떨어져 있는 겉보기 등급 12.3등급의 항성으로 0.7일 주기로 공전하는 뜨거운 목성형 행성을 가지고 있다. HD 73526은 스펙트럼 유형 G6V의 태양형 항성인데 목성 질량의 약 2배에 달하는 공전 주기 187일, 377일의 두 개의 행성을 가지고 있다.
HD 85390은 약 111광년 거리에 떨어져 있는 스펙트럼 유형 K1.5V의 주황 왜성으로 지구보다 약 42배 큰 행성이 788일 주기로 공전하고 있다.
HD 93385는 약 138광년 떨어져 있는 스펙트럼 유형 G2/G3V의 태양형 항성으로 공전 주기가 각각 13일, 46일이고 질량이 지구의 각각 8.3배, 10.1개인 두 개의 슈퍼지구형 행성이 공전하고 있다.

### 갈색 왜성
2013년 3월 11일, 태양계에서 세 번째로 가까운 천체인, 6.6광년 떨어진 돛자리의 루만 16이라는 쌍성 갈색 왜성계가 발견되었다. 이 왜성은 발견되었던 갈색 왜성 중 지구와 제일 가까운 왜성이자 1916년 발견된 바너드별 이후 가장 가까운 왜성계이기도 하다.

### 심원천체

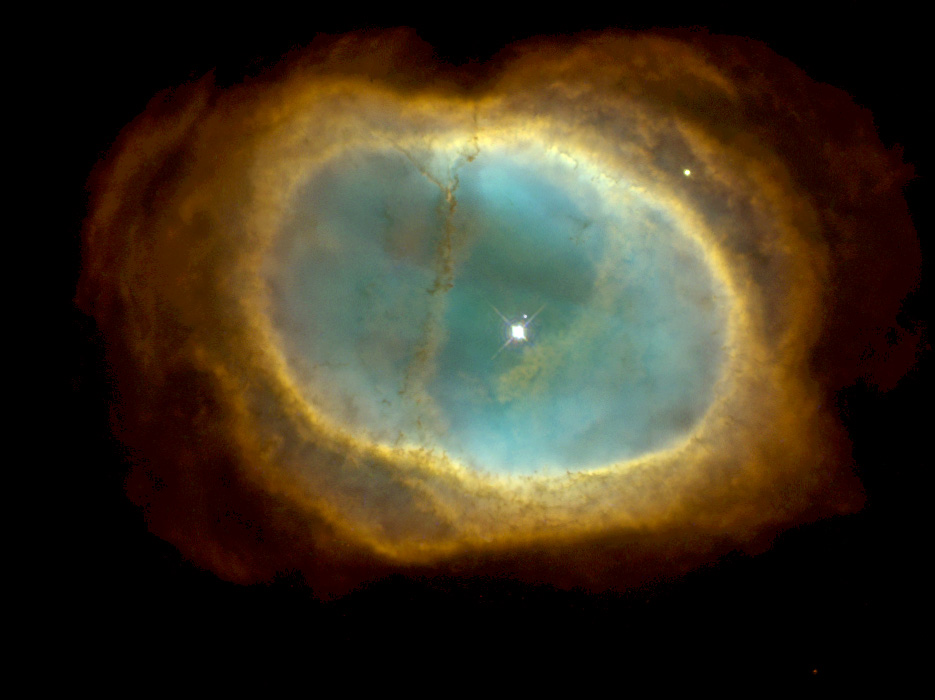
팔렬 성운 혹은 남쪽고리성운으로 알려진 NGC 3132의 모습.

돛자리에서 가장 관심이 많은 심원천체로는 행성상성운인 팔렬 성운(NGC 3132)이 있다. 팔렬 성운은 공기펌프자리와 돛자리의 경계 지점에 있다. 또한 특이하게 붉은색 띠를 가지고 있는 NGC 2899 성운도 있다. 돛자리에는 총 32개 행성상성운이 있다.
껌 성운은 희미한 발광성운으로 백만년 된 초신성의 잔해로 추정된다. 그 안에는 더 작고 젊은 돛자리 초신성잔해가 있다. 이 잔해는 약 10,000년 전 지구에서 관측할 수 있었을 것으로 추정되는 초신성 폭발 후 남은 잔해의 성운이다. 초신성잔해 가운데에는 광학적으로 확인한 최초의 펄사인 돛자리 펄사가 있다. 인근에는 연필 성운(NGC 2736)이 있다.
HH 46/47은 태양에서 약 1,700광년 떨어진 젊은 별인 허빅-아로천체로, 시속 100만 km에 달하는 엄청난 속도로 주변에다가 물질을 뿌리고 있다. 분출된 물질은 주변의 가스와 부딪히면서 빛을 낸다.
NGC 2670은 돛자리에 있는 산개성단이다. 전체적인 겉보기 등급은 7.8등급이고 지구에서 2,300광년 떨어져 있다. NGC 2670에 있는 항성은 트럼플러 II 2 유형 산개성단이자 섀플리 D 유형 성단으로 각각 활과 화살 모양이다. 이 유형의 성단은 각각의 항성이 서로 분리되어 있긴 하지만 서로 빈약하고 느슨하게 연결되어 있는 성단이다. NGC 2670 산개성단은 중심에 별이 몰려 있으며 중간 정도의 밝기를 가진 항성 50개가 뭉쳐 있다.
돛자리 감마에서 남쪽으로 2각초 떨어진 곳에는 겉보기 등급 7-15등급의 항성 약 50개가 모여 있는 산개성단인 NGC 2547가 있다.
NGC 3201은 1826년 5월 28일 제임스 던롭이 발견한 구상성단이다. 이 구상성단은 불균일하게 뭉쳐 있으며 중심과의 거리에 따라 밀도가 다르다. 성단의 유효온도는 거리가 멀어질수록 더 증가하며 중심에는 더 붉고 차가운 별이 모여 있는 경향을 보인다. 2010년 기준 메시에 4와 함께 확실하게 불균일한 밀도 분포를 보이는 구상성단 단 2개의 성단 중 하나이다.
RCW 36은 돛자리에서 별이 형성되는 지역으로 지구에서 가장 가까운 거대항성형성지대 중 하나이다. 이 항성 형성 지대는 HII 지역에 새 에너지를 넣어 주는 수백 개의 젊은 별로 구성된 성단을 이루고 있다. 항성 형성 지대는 돛자리 분자능선 구름 C의 제6가지에 있다.

## 문화
코나미의 리듬 게임인 사운드 볼텍스와 팝픈뮤직에는 돛자리와 가짜 십자를 배경으로 한 캐릭터인 '벨라'(Vela)가 있다.
반다이의 카드 게임인 배틀 스피리츠의 부스터 팩인 "성좌 12궁 부스터"로 돛자리에 해당하는 "미완성의 고대전함: 돛" 카드가 발매되었다.

## 참고 문헌
- Levy, David H. (2005), 《Deep Sky Objects》, Prometheus Books, ISBN 1-59102-361-0
- Ian Ridpath and Wil Tirion (2017). Stars and Planets Guide, Collins, London. ISBN 978-0008239275. Princeton University Press, Princeton. ISBN 978-0691177885.
- Richard Hinckley Allen, Star Names, Their Lore and Legend, New York, Dover, various dates.